# Primeiro-ministro da Tunísia
O Primeiro-ministro da Tunísia (em árabe: رئيس حكومة تونس, translit. ra’īs ḥukūmat Tūnis, literalmente Chefe de Governo da Tunísia) é o chefe de governo da Tunísia. O primeiro-ministro é nomeado pelo Presidente da Tunísia. A atual primeira-ministra é Sara Zaafarani, desde 21 de março de 2025. Desde a independência até 2011, o Primeiro-ministro, tal como os presidentes Habib Burguiba e Zine El Abidine Ben Ali, foi sempre um um membro do Partido Socialista Desturiano (desde 1988, Reagrupamento Constitucional Democrático).

## Função

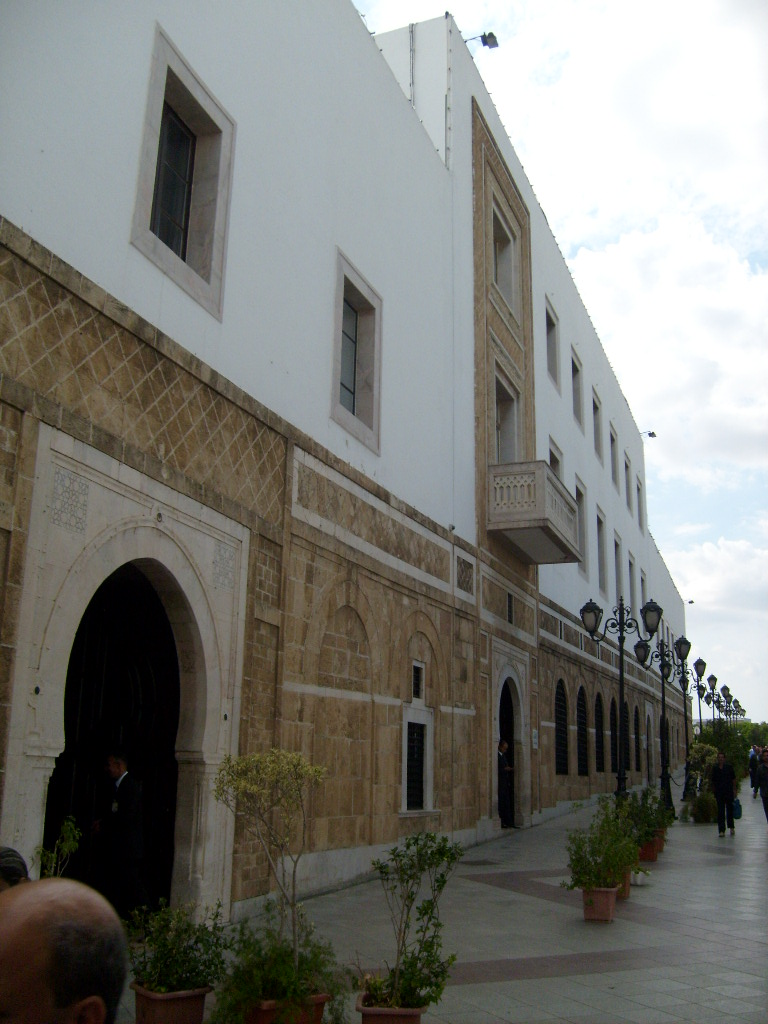
Dar El Bey, sede do Primeiro-ministro na medina de Tunes.

Tendo existido sob a monarquia que foi abolida em 1957, o cargo foi criado novamente na república, em virtude do decreto n°69-400 de 7 de novembro de 1969 e, depois inscrito na Constituição após as emendas de 31 de dezembro de 1969. O primeiro-ministro é nomeado pelo presidente da República que também tem a possibilidade de o demitir. 
As prerrogativas do cargo têm sido consideravelmente diminuídas depois da modificação da Constituição de 1988. Em virtude do art. 60 desta, o primeiro-ministro dirige e coordena a ação do Governo. Neste sentido, está investido de uma dupla missão:
- programação e coordenação da ação governamental;
- seguimiento e controle geral em matéria de gastos públicos em conformidade com o dispositivo jurídico e regulamentar em vigor.

É sobre a base da proposta do Primeiro-ministro que são nomeados os outros membros do Governo pelo presidente da república. Além disso, deve apresentar a demissão do Governo em caso de a Câmara de Deputados aprovar uma moção de censura.

## Grão-viziresdoBeilicato da Tunísia(1800-1922)
| Nome                              | Início de mandato       | Fim de mandato         |
| --------------------------------- | ----------------------- | ---------------------- |
| Yusuf Sahib al-Tabi               | 1800                    | 23 de janeiro de 1815  |
| Vago (23 de janeiro de 1815-1822) |                         |                        |
| Husain Khoja                      | 1822                    | 1829                   |
| Rashid al-Shakir Sahib al-Taba'a  | 1829                    | 1837                   |
| Mustafá Khaznadar                 | 1837                    | 22 de outubro de 1873  |
| Kheireddine Pacha                 | 22 de outubro de 1873   | 21 de julho de 1877    |
| Mohamed Khaznadar                 | 21 de julho de 1877     | 24 de agosto de 1878   |
| Mustapha Ben Ismail               | 24 de agosto de 1878    | 12 de setembro de 1881 |
| Mohamed Khaznadar                 | 12 de setembro de 1881  | Outubro de 1882        |
| Aziz Bouattour                    | Outubro de 1882         | 4 de fevereiro de 1907 |
| Mohamed Djellouli                 | 18 de fevereiro de 1907 | Junho de 1908          |
| Youssef Djait                     | Junho de 1908           | Junho de 1915          |
| Taieb Djellouli                   | Outubro de 1915         | Maio de 1922           |

## Primeiros-ministros do Beilicato da Tunísia (1922-1956)
| Nome                        | Inicio de mandato     | Fim de mandato         |
| --------------------------- | --------------------- | ---------------------- |
| Mustapha Dinguizli          | Maio de 1922          | 20 de outubro de 1926  |
| Khelil Bouhageb             | 3 de novembro de 1926 | 2 de março de 1932     |
| Hedi Lakhoua                | 2 de março de 1932    | 31 de dezembro de 1942 |
| Mohamed Chenik              | 1 de janeiro de 1943  | 15 de maio de 1943     |
| Slaheddine Baccouche        | 15 de maio de 1943    | 21 de julho de 1947    |
| Mustapha Kaak               | 21 de julho de 1947   | 17 de agosto de 1950   |
| Mohamed Chenik              | 17 de agosto de 1950  | 26 de março de 1952    |
| Slaheddine Baccouche        | 12 de abril de 1952   | 2 de março de 1954     |
| Mohamed Salah Mzali         | 2 de março de 1954    | 6 de julho de 1954     |
| Georges Dupoizat (interino) | 6 de julho de 1954    | 7 de agosto de 1954    |
| Tahar Ben Ammar             | 7 de agosto de 1954   | 20 de março de 1956    |

## Primeiros-ministros do Reino da Tunísia (1956-1957)
| Nome            | Inicio de mandato   | Fim de mandato      | Partido político    | Período                                      |
| --------------- | ------------------- | ------------------- | ------------------- | -------------------------------------------- |
| Tahar Ben Ammar | 20 de março de 1956 | 11 de abril de 1956 |                     | Reinado de Muhammad VIII al-Amin (1943-1957) |
| Habib Bourguiba | 11 de abril de 1956 | 25 de julho de 1957 | Partido Neo-Destour | Reinado de Muhammad VIII al-Amin (1943-1957) |

## Primeiros-ministros da República da Tunísia (1957-atualidade)
| #                                                     | Nome                    | Início de mandato       | Fim de mandato          | Partido político                                                                               | Período                                                                              |
| ----------------------------------------------------- | ----------------------- | ----------------------- | ----------------------- | ---------------------------------------------------------------------------------------------- | ------------------------------------------------------------------------------------ |
| Vacante (25 de julho de 1957 - 19 de outubro de 1969) |                         |                         |                         |                                                                                                |                                                                                      |
| 1                                                     | Bahi Ladgham            | 19 de outubro de 1969   | 2 de novembro de 1970   | Partido Socialista Desturiano                                                                  | Presidência de Burguiba (1957-1987)                                                  |
| 2                                                     | Hedi Nouira             | 2 de novembro de 1970   | 23 de abril de 1980     | Partido Socialista Desturiano                                                                  | Presidência de Burguiba (1957-1987)                                                  |
| 3                                                     | Mohamed Mzali           | 23 de abril de 1980     | 8 de julho de 1986      | Partido Socialista Desturiano                                                                  | Presidência de Burguiba (1957-1987)                                                  |
| 4                                                     | Rachid Sfar             | 8 de julho de 1986      | 2 de outubro de 1987    | Partido Socialista Desturiano                                                                  | Presidência de Burguiba (1957-1987)                                                  |
| 5                                                     | Zine El Abidine Ben Ali | 2 de outubro de 1987    | 7 de novembro de 1987   | Partido Socialista Desturiano                                                                  | Presidência de Burguiba (1957-1987)                                                  |
| 6                                                     | Hédi Baccouche          | 7 de novembro de 1987   | 27 de setembro de 1989  | Partido Socialista Desturiano (1987-1988) Reagrupamento Constitucional Democrático (1988-1989) | Presidencia de Ben Ali (1987- 2011)                                                  |
| 7                                                     | Hamed Karoui            | 27 de setembro de 1989  | 17 de novembro de 1999  | Reagrupamento Constitucional Democrático                                                       | Presidencia de Ben Ali (1987- 2011)                                                  |
| 8                                                     | Mohamed Ghannouchi      | 17 de novembro de 1999  | 14 de janeiro de 2011   | Reagrupamento Constitucional Democrático                                                       | Presidencia de Ben Ali (1987- 2011)                                                  |
| -                                                     | não designado           | -                       | -                       | -                                                                                              | Presidência de Ghannouchi (janeiro de 2011)                                          |
| 9                                                     | Mohamed Ghannouchi      | 15 de janeiro de 2011   | 27 de fevereiro de 2011 | Reagrupamento Constitucional Democrático                                                       | Presidência de Mebazaa (janeiro-dezembro de 2011)                                    |
| 10                                                    | Béji Caïd Essebsi       | 27 de fevereiro de 2011 | 24 de dezembro de 2011  | Sem partido                                                                                    | Presidência de Mebazaa (janeiro-dezembro de 2011)                                    |
| 11                                                    | Hamadi Jebali           | 24 de dezembro de 2011  | 14 de março de 2013     | Partido do Renascimento                                                                        | Presidência de Marzouki (2011 - 2014)                                                |
| 12                                                    | Ali Laarayedh           | 14 de março de 2013     | 29 de janeiro de 2014   | Partido do Renascimento                                                                        | Presidência de Marzouki (2011 - 2014)                                                |
| 13                                                    | Mehdi Jomaa             | 29 de janeiro de 2014   | 6 de fevereiro de 2015  | Sem partido (Coalición con Ennahda)                                                            | Presidência de Marzouki (2011 - 2014) Presidencia de Béji Caïd Essebsi (2014 - 2019) |
| 14                                                    | Habib Essid             | 6 de fevereiro de 2015  | 27 de agosto de 2016    | Sem partido                                                                                    | Presidência de Béji Caïd Essebsi (2014 - 2019)                                       |
| 15                                                    | Youssef Chahed          | 27 de agosto de 2016    | 28 de fevereiro de 2020 | Nidaa Tounes                                                                                   | Presidência de Béji Caïd Essebsi (2014 - 2019)                                       |
| 16                                                    | Elyes Fakhfakh          | 28 de fevereiro de 2020 | 2 de setembro de 2020   | Independente                                                                                   | Presidência de Kaïs Saïed (2019 - Presente)                                          |
| 17                                                    | Hichem Mechichi         | 2 de setembro de 2020   | 25 de julho de 2021     | Independente                                                                                   | Presidência de Kaïs Saïed (2019 - Presente)                                          |
| 18                                                    | Najla Bouden Romdhane   | 11 de outubro de 2021   | 1 de agosto de 2023     | Independente                                                                                   | Presidência de Kaïs Saïed (2019 - Presente)                                          |
| 19                                                    | Ahmed Hachani           | 1 de agosto de 2023     | 8 de agosto de 2024     | Independente                                                                                   | Presidência de Kaïs Saïed (2019 - Presente)                                          |
| 20                                                    | Kamel Madouri           | 8 de agosto de 2024     | 21 de março de 2025     | Independente                                                                                   | Presidência de Kaïs Saïed (2019 - Presente)                                          |
| 21                                                    | Sara Zaafarani          | 21 de março de 2025     | Atual                   | Independente                                                                                   | Presidência de Kaïs Saïed (2019 - Presente)                                          |